# Ghiacciaio Johnstone
Il ghiacciaio Johnstone è un ghiacciaio lungo circa 10 km situato sulla costa di Oates, nella regione nord-occidentale della Dipendenza di Ross, in Antartide. In particolare, il ghiacciaio, il cui punto più alto si trova a circa 1800 m s.l.m., ha origine nei colli Crown, nella zona centro-meridionale dei monti Bowers, e da qui fluisce verso sud, a partire dal picco All Black, scorrendo poco a est del ghiacciaio Zenith, fino ad arrivare nel passo Sander.

## Storia
Il ghiacciaio Johnstone è stato mappato da membri dello United States Geological Survey grazie a fotografie scattate durante ricognizioni aeree effettuate dalla marina militare statunitense nel periodo 1960-62, ed è stato poi così battezzato dai membri della spedizione neozelandese di ricognizione geologica nella Terra della Regina Vittoria settentrionale svolta nel 1967-68, in onore di Ian Johnstone, allora ufficiale scientifico in comando presso la stazione di ricerca Scott.